# Joseph Berchtold

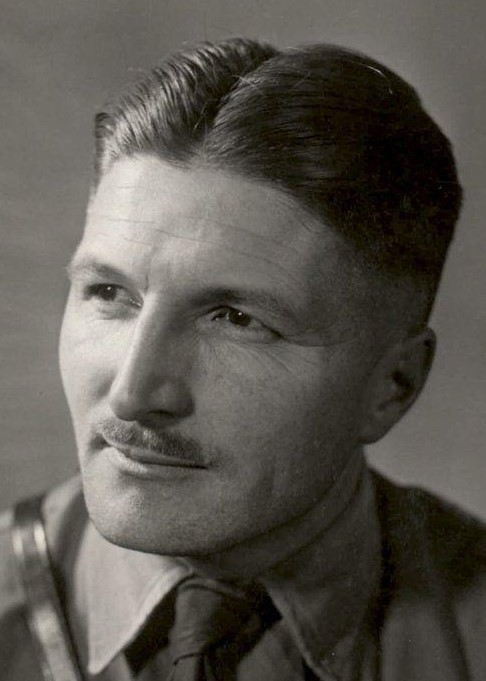
Joseph Berchtold, 1938

Joseph Berchtold, seltener Josef Berchtold, (* 6. März 1897 in Ingolstadt; † 23. August 1962 in Herrsching am Ammersee) war ein Aktivist der NSDAP. In den 1920er Jahren bekleidete er im Umfeld Adolf Hitlers wechselnde höhere Funktionen im Stoßtrupp Adolf Hitler, in der SA und in der SS.

## Leben
Berchtold war ein Sohn des Konservators Joseph Berchtold (* 14. Februar 1863 in Dorfen; † 29. April 1935 in München) und seiner Ehefrau Maria, geb. Schmidt. Nach der Versetzung seines Vaters nach München besuchte er dort vier Jahre lang die Volksschule in der Tumblingerstraße, drei Jahre das Luitpoldgymnasium und anschließend das Realgymnasium.
Am 1. Februar 1915, ein halbes Jahr nach Beginn des Ersten Weltkriegs, trat Berchtold als Kriegsfreiwilliger ins 1. Bayerische Feldartillerieregiment ein, mit er ab Mitte Juli 1915 an der Westfront mit Unterbrechungen bis zum Kriegsende kämpfte. Aufgrund einer Gasvergiftung im November 1917 erhielt er einen mehrmonatigen Heimaturlaub. Im Januar 1918 kam er zu einer neuaufgestellten 8. Batterie des 8. Bayerischen Reserve Infanterieregiments. Mit diesem Truppenteil rückte er am 1. Februar 1918 erneut an die Front und wurde im April 1918 zum Leutnant der Reserve befördert. Im Krieg wurde er mit der Bayerischen Militärverdienstmedaille und dem Eisernen Kreuz 2. Klasse ausgezeichnet.
Nach Kriegsende studierte Berchtold Volkswirtschaft an der Universität München. Anschließend arbeitete er als Kaufmann und Journalist. Ab 1923 war Berchtold Inhaber eines Geschäfts für Zigarren und Schreibwaren in der Münchner Straße Im Tal 54.
Im Februar 1920 trat Berchtold der NSDAP bei (Mitgliedsnummer 964). Im Juni 1920 wurde er Mitglied im NSDAP-Arbeitsausschuss. Gleichzeitig war er zunächst Zweiter Kassierer, ab 21. Januar 1921 „Erster Kassierer der NSDAP“. Zeitgleich mit der Entmachtung der bisherigen Parteiführung durch Hitler trat Berchtold am 29. Juli 1921 aus der NSDAP aus und schloss sich der „Freien Nationalsozialistischen Vereinigung München“ an. Am 7. März 1922 trat Berchtold wieder der NSDAP bei und wurde wieder Zweiter Kassierer sowie gleichzeitig Mitglied der SA. Im Oktober 1922 wurde er Führer der neu aufgestellten 20. Hundertschaft der Münchener SA. Nach der Neugliederung der Münchener SA im Jahr 1923 übernahm Berchtold die Führung des 2. Bataillons der drei Bataillone (in denen die Hundertschaften aufgegangen waren) umfassenden Münchener SA-Regiments. Jedem Bataillon unterstanden dabei vier Kompanien.
Berchtold wird als von kleiner Statur beschrieben, soll aber fähig gewesen sein, sich mit seinen Fäusten durchzusetzen. Dies dürfte im August 1923 für Hitler ein Grund gewesen sein, ihn zum Führer des Stoßtrupps Adolf Hitler zu ernennen, einer Sonderformation der Münchener SA, die für den Personenschutz Hitlers und zur Erledigung von Spezialaufträgen aufgestellt wurde. Der Leitsatz dieser Truppe war „Macht ist Recht“, seine Mitglieder sollen Hitler „absolute Gefolgschaft bis in den Tod“ geschworen haben. Der „Stoßtrupp Adolf Hitler“ gilt als Nachfolger der „Stabswache“ und als Keimzelle der 1925 aufgestellten SS. Berchtold war Teilnehmer des Hitlerputsches am 9. November 1923 und floh nach dem Scheitern des Putsches zunächst nach Tirol in Österreich. Am 23. April 1924 wurde er in München in Abwesenheit wegen seiner Teilnahme am Putsch verurteilt.
| Berchtolds SA-Ränge  | Ernennung         |
| -------------------- | ----------------- |
| SA-Standartenführer  | 18. Dezember 1931 |
| SA-Oberführer        | 1. Januar 1933    |
| SA-Brigadeführer     | 9. November 1934  |
| SA-Gruppenführer     | 1. Mai 1935       |
| SA-Obergruppenführer | 30. Januar 1942   |

In Österreich wurde Berchtold 1924 Geschäftsführer im Reichsgau Kärnten und war dort Führer der SA. Im April 1926 kehrte Berchtold nach Deutschland zurück. Nach der Wiederzulassung der infolge des Putsches verbotenen NSDAP in Deutschland (Februar 1925) trat er zum 7. April 1926 erneut der Partei bei (Mitgliedsnummer 36.003). Am 15. April 1926 übernahm er die Führung der Münchner SA. Gleichzeitig wurde er als Nachfolger von Julius Schreck „Oberleiter“ der SS, ein Amt, das ab 1. November 1926 als „Reichsführer SS“ bezeichnet wurde. Sowohl in der Führung der SA als auch der SS wurde Berchtold im März 1927 abgelöst; als Reichsführer SS folgte ihm Erhard Heiden. In der SA war er von 1928 bis 1945 als SA-Führer im Stab der Obersten SA-Führung (OSAF).
In der Folgezeit betätigte sich Berchtold vorwiegend als Journalist und Propagandist: Vom 1. Januar 1927 bis Januar 1933 war er Schriftleiter, von Januar 1933 bis Februar 1943 Chef vom Dienst, ab Januar 1938 zusätzlich stellvertretender Hauptschriftleiter des Völkischen Beobachters. 1928 gründete er die Zeitschrift Der SA-Mann; bis Januar 1938 war er Hauptschriftleiter des Blattes, das von der Obersten SA-Führung herausgegeben wurde. Daneben war er Verfasser verschiedener nationalsozialistischer Publikationen und Mitarbeiter weiterer Zeitschriften. 
Weitere Ämter in der Zeit des Nationalsozialismus waren von zweitrangiger Bedeutung: Von März 1934 an war Berchtold Stadtrat in München, dann vom 1. Oktober 1934 bis Kriegsende Ratsherr der Stadt. Dem bedeutungslosen Reichstag gehörte er ab dem 29. März 1936 an. Am 15. November 1935 wurde er zum Reichskultursenator ernannt, ab dem 6. März 1936 gehörte er dem „Kulturkreis der SA“ an. Ab dem 29. April 1940 diente er als Hauptmann der Reserve vorübergehend in der Wehrmacht.
Nach dem Kriegsende 1945 war Berchtold zeitweise in alliierter Internierungshaft.

## Archivalische Überlieferung
- Institut für Zeitgeschichte: F 129, Bd. 20: Personalunterlagen zu Joseph Berchtold (enthält: Verschiedene Unterlagen betreffend Josef Berchtold; Karteikarten, Frage- und Personalbögen, Fotos, Auszüge aus Nachschlagewerken und ähnliches; Unterlagen des Untersuchungs- und Schlichtungsausschusses der NSDAP; Unterlagen aus SA-Disziplinarverfahren des SA-Sondergerichts der Obersten SA-Führung, Unterlagen aus parteigerichtlichen Verfahren; Korrespondenzen, xerografisch, 121 Bl.)